# Harry Coover

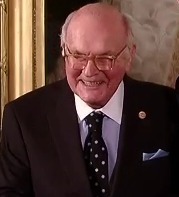
Harry Coover kort voor de overhandiging van de National Medal of Technology and Innovation door president Barack Obama

Harry Wesley Coover Jr. (Newark, 6 maart 1917 – Kingsport, 26 maart 2011) was een Amerikaans chemicus en uitvinder. Hij werd vooral bekend als de ontdekker van secondelijm op basis van cyanoacrylaten.

## Biografie
Coover studeerde aan het Hobart College en later aan de Cornell-universiteit, waar hij een doctoraat verwierf.
Tijdens de Tweede Wereldoorlog werkte hij als chemicus op het onderzoekslaboratorium van Eastman Kodak in Rochester (New York). Bij het zoeken naar optisch heldere polymeren die geschikt waren voor precisie-vizieren werkte hij voor het eerst met cyanoacrylaatmonomeren, die echter ongeschikt bleken omdat ze bleven kleven aan alles waarmee ze in aanraking kwamen.
Later, in het begin van de jaren 1950, stond hij aan het hoofd van een team dat zocht naar betere, hittebestendige acrylaatpolymeren voor de cockpits van straaljagers. Een lid van het team wilde de brekingsindex van een cyanoacrylaat meten en plaatste een laagje ervan tussen de twee lenzen van een refractometer; maar na de meting kreeg hij de twee lenzen niet meer van elkaar. Het apparaat was naar de vaantjes, maar Coover zag de opportuniteit voor een krachtige kleefstof. Er waren daarna nog verschillende jaren nodig om een praktisch bruikbare lijm te ontwikkelen, en in 1958 kwam de eerste industriële lijm op basis van cyanoacrylaten op de markt: Eastman 910 – algemeen bekend als secondelijm.
Coover zag snel in dat de lijm ook een medische toepassing had, namelijk voor het snel hechten van menselijke weefsel, een eigenschap die vaak een gevaar vormt voor hobbyisten. Hij kreeg hiervoor een octrooi. De techniek werd tijdens de Vietnamoorlog voor het eerst toegepast als medische noodhulp aan gewonde soldaten op het slagveld tot ze geopereerd konden worden. Omdat het huid en weefsel zo goed vasthecht wordt cyanocrylaat wereldwijd ingezet voor hechtingloos dichten.
Coover werkte van 1944 tot 1973 als onderzoeker bij Eastman Kodak. Nadien werd hij er vicepresident. Hij ontving in totaal 460 octrooien op verschillende vlakken van de chemie, onder meer op het gebied van de polymeerchemie en de organofosforchemie. Na zijn pensioen in 1984 werd hij managementconsulent. In 2004 werd hij opgenomen in de National Inventors Hall of Fame. In 2010 ontving hij een National Medal of Technology and Innovation uit de handen van president Barack Obama.
De ontdekking van secondelijm heeft van hem niet rijk gemaakt: toen die een commercieel succes werd in de jaren 1970 was het octrooi verlopen.
- Gemeinsame Normdatei: 1011171961
- International Standard Name Identifier: 0000 0001 1908 7984
- Virtual International Authority File: 170234253